# Pogrom von Tripolis 1948
Das Pogrom von Tripolis 1948 wurde von muslimischen Libyern gegen die jüdische Gemeinschaft der Hauptstadt Tripolis und ihrer Umgebung im Juni 1948 eingeleitet.
Sie führte zum Tod von mindestens 13 jüdischen Einwohnern der Hauptstadt, zu Dutzenden weiteren Verletzten und zur Zerstörung von mindestens 280 jüdischen Häusern und Wohnungen.

## Hintergrund
Die Juden von Libyen litten bereits während des Zweiten Weltkrieges unter der Herrschaft der Muslimischen Vereinigung des Liktors, als Libyen Teil des Kolonialgebiets Italienisch-Libyen war, schwer unter verschiedenen Pogromen der Achsenmächte, an denen sich auch zahlreiche muslimische Einwohner Libyens beteiligten. Bereits kurz nach Kriegsende, als Libyen unter amerikanische, britische und französische Besatzung fiel, kamen zahlreiche Juden beim Pogrom von Tripolis 1945 um.

## Ablauf des Pogroms
Das Pogrom war ein Ergebnis der sich nach 1945 weiter ausbreitenden anti-jüdischen Einstellung in der gesamten arabischen Welt, da die NS-Propaganda auch in großen Teilen der islamischen Welt Wirkung fand und speziell im Kontext des Arabisch-israelischen Konflikts große Teile der Bevölkerung aufwiegelte. Am 12. Juni attackierten muslimische Mobs das Jüdische Viertel in Tripolis. Dieses Mal hatte sich die Tripolitanisch-Jüdische Gemeinschaft, anders als beim Pogrom von Tripolis 1945, sich auf die Verteidigung vorbereitet. Jüdische Selbstverteidigungseinheiten wehrten sich gegen muslimische Aufrührer und verhinderten dadurch weitere Tote. Angesichts der Tatsache, dass sie durch die jüdischen Selbstverteidigungseinheiten zurückgeschlagen wurden, richteten sich die muslimischen Mobs gegen unverteidigte Nachbarschaften außerhalb des Stadtzentrums, ermordeten 13 bis 14 Juden und verletzen mehr als 22 weitere schwer. Dabei kam es auch zu Plünderungen und zu teuren Sachschäden, was etwa 300 jüdische Familien mittellos machte und zu deren Verarmung führte. Juden in der landesweiten Umgebung sowie in Bengasi wurden Ziele von zusätzlichen Angriffen.

## Nachwirken
Die Unsicherheit, die durch die anti-jüdischen Angriffe wuchs, führte dazu, dass viele jüdische Familien ihre libysche Heimat aufgeben mussten und sich zur Auswanderung gezwungen sahen. Die Emigration, welche durch das Pogrom von Tripolis 1945 angetrieben wurde, wurde nun zu einer sogenannten „Flüchtlingsflut“ mit dem Ende des Arabisch-Israelischen Krieges von 1948. Von 1948 bis 1951 und speziell nachdem die Einwanderung im Jahre 1949 legal wurde, wanderten bis zu 30.972 Juden aus Libyen nach Israel aus, welches seine Unabhängigkeit von Großbritannien erreichte.